# Великорублёвская сельская община
Великорублёвская сельская община (укр. Великорублівська сільська громада) — территориальная община в Полтавском районе Полтавской области Украины. Административный центр — село Великая Рублёвка.
Создана в 2020 году, согласно распоряжению Кабинета Министров Украины № 721-р от 12 июня 2020 года «Об определении административных центров и утверждении территорий территориальных общин Полтавской области», путем объединения территорий и населенных пунктов Великорублевского, Ковалевского, Козловщинского, Малорублевского, Николковского и Милорадовского сельских советов Котелевского района Полтавской области.

## Населенные пункты
В состав общины входят 29 сел: Боровское, Великая Рублёвка, Вороны, Гетманка, Глобовка, Демьяновка, Диброва, Зайцы, Зайцы-Вторые, Зубы, Касьяны, Ковалево, Ковжижа, Козловщина, Лабуревка, Лихачовка, Малая Рублевка, Маловидное, Марьино, Матвеевка, Николка, Милорадово, Назаренки, Подваровка, Стадница, Терещенки, Терны, Чоботари и Шевченково.